# Деркулове
Деркулове (до 2016 року — Комуна) — село в Україні, у Марківській селищній громаді Старобільського району Луганської області. Населення становить 79 осіб. Створене 1929 року як поселення працівників радгоспу.

## Населення

### Мова
Розподіл населення за рідною мовою за даними перепису 2001 року:
| Мова       | Кількість | Відсоток |
| ---------- | --------- | -------- |
| українська | 75        | 94.94%   |
| російська  | 4         | 5.06%    |
| Усього     | 79        | 100%     |